# 芽胞叉蕨
芽胞叉蕨（学名：Tectaria fauriei），为叉蕨科叉蕨属下的一个植物种。